# Шебанкаре
Шебанкаре́, или Декохне́', или Дех-э-Кохне́, или Декухне́ (перс. شبانكاره‎) — небольшой город на юге Ирана, в провинции Бушир. Входит в состав шахрестана  Дештестан. На 2006 год население составляло 6 975 человек; в национальном составе преобладают персы, в конфессиональном — мусульмане-шииты.

## География
Город находится в северной части Бушира, на равнине Гермсир, между побережьем Персидского залива и хребтами юго-западного Загроса, на высоте 54 метров над уровнем моря.
Шебанкаре расположен на расстоянии приблизительно 55 километров к северо-востоку от Бушира, административного центра провинции и на расстоянии 685 километров к югу от Тегерана, столицы страны.

## История
В прошлом назывался Дехкуне (ده كهنه).